# چاه زیارت ۲
چاه زیارت ۲، روستایی در دهستان چاه ریگان بخش چاه مرید شهرستان کهنوج در استان کرمان ایران است.

## جمعیت
بر پایه سرشماری عمومی نفوس و مسکن در سال ۱۳۹۵، جمعیت این روستا برابر با ۳۱۰ نفر (۸۸ خانوار) بوده‌است.